# فترات حماية حقوق التأليف والنشر حسب الدولة

### العناوين التفسيرية
- 0، لا يوجد له حقوق ملكية = لا تخضع لحقوق الطبع والنشر على الإطلاق
- فترة حياة المؤلف أو المنتج أو منشيء العمل + xx سنة = حقوق الطبع والنشر طوال حياة المؤلف بالإضافة إلى xx سنة بعد وفاته
- xx سنة بعد النشر أو الإنشاء وما إلى ذلك = حقوق الطبع والنشر لمدة xx سنة منذ النشر أو الإنشاء وما إلى ذلك للأعمال
- حتى نهاية العام = محمية بحقوق الطبع والنشر حتى نهاية العام التقويمي، أي 31 ديسمبر، ما لم يُنص على خلاف ذلك
- اتفاقية بيرن = وقّعت الدولة على اتفاقية برن لحماية المصنفات الأدبية والفنية
- اتفاقية الجوانب التجارية لحقوق الملكية الفكرية = اتفاقية الجوانب التجارية لحقوق الملكية الفكرية (اتفاقية حول الجوانب التجارية لحقوق الملكية الفكرية) هي اتفاقية دولية تُديرها منظمة التجارة العالمية (WTO)، وتضع معايير دنيا للعديد من أشكال تنظيم الملكية الفكرية كما تُطبق على مواطني الدول الأعضاء الأخرى في منظمة التجارة العالمية. ويشير هذا أيضًا إلى أن هذا البلد لديه مهلة لا تقل عن 50 عامًا بعد وفاة المُبدع حتى انتهاء صلاحية حقوق الطبع والنشر..
- WCT = معاهدة الويبو بشأن حق المؤلف (معاهدة الويبو لحقوق النشر)، اتفاقية حقوق الطبع والنشر لعام 1996 هي معاهدة دولية بشأن قانون حقوق الطبع والنشر اعتمدتها الدول الأعضاء في المنظمة العالمية للملكية الفكرية (الويبو) في عام 1996.

### الجدول
| البلدان والمناطق والكيانات                                       | شروط حقوق النشر بناءً على وفاة المؤلفين | شروط حقوق النشر بناءً على تواريخ النشر والإنشاء | حتى نهاية السنة?                                                |
| ---------------------------------------------------------------- | --- | --- | --------------------------------------------------------------- |
| أفغانستان                                                        | فترة حياة المؤلف (منتج أو منشيء العمل) + 50 عاماً | 50 عاماً من تاريخ النشر (الأعمال مجهولة المصدر أو الأعمال المنشورة باسم مستعار) 50 عاماً من تاريخ النشر (الأعمال المنشورة بعد وفاة مؤلفيها) 50 عاماً من تاريخ النشر (الأعمال السمعية والبصرية) 50 عاماً من تاريخ النشر (أعمال التصوير الفوتوغرافي والرسم) 50 عاماً من تاريخ الإنشاء (التسجيلات الصوتية) | نعم (تقويم هجري شمسي)                                           |
| ألبانيا                                                          | فترة حياة المؤلف (منتج أو منشيء العمل) + 50 عاماً:المادة 17 | 70 عاماً من تاريخ النشر (الأعمال مجهولة المصدر أو الأعمال المنشورة باسم مستعار):المادة 18 70 عاماً من تاريخ النشر، 70 عاماً من تاريخ الإنشاء إذا لم يُنشر (الأعمال الفوتوغرافية أو السمعية والبصرية من تأليف مشترك)) 25 عاماً من تاريخ الإنتاج (أعمال الفنون التطبيقية):المادة 20 | نعم:المادة 21                                                   |
| الجزائر                                                          | فترة حياة المؤلف (منتج أو منشيء العمل) + 50 عاماً (باستثناء الأعمال المنشورة بعد وفاة مؤلفها):المادة 54 | 50 عاماً من تاريخ النشر؛ 50 عاماً من تاريخ الإنشاء إذا كان العمل منشوراً (الأعمال الجماعية، الأعمال مجهولة المصدر أو المنشورة باسم مستعار، الأعمال السمعية والبصرية، أعمال نشرت بعد الوفاة):المواد 56–58، 60 50 عاماً من تاريخ الإنشاء (الصور الفوتوغرافية أو أعمال الفنون التطبيقية):المادة 59 | نعم:المواد 54، 56–58، 60                                        |
| أندورا                                                           | فترة حياة المؤلف (منتج أو منشيء العمل) + 50 عاماً :المادة 18(1)، (4) | 70 عاماً من تاريخ النشر؛ 70 عاماً من تاريخ الإنشاء إذا كان العمل منشوراً (الأعمال الجماعية، الأعمال مجهولة المصدر):المادة 18(3) 70 عاماً من تاريخ النشر (الأعمال مجهولة المصدر أو الأعمال المنشورة باسم مستعار):المادة 18(5) | نعم:المادة 18(8)                                                |
| أنغولا                                                           | فترة حياة المؤلف (منتج أو منشيء العمل) + 50 عاماً فترة حياة منتج العمل + 45 عاماً (الأعمال الفوتوغرافية أو الفنون التطبيقية) | | نعم                                                             |
| أنغويلا                                                          | فترة حياة المؤلف (منتج أو منشيء العمل) + 50 عاماً | 50 عاماً من تاريخ وفاة المؤلف، أو تاريخ وفاة المؤلف الأخير الباقي على قيد الحياة للأعمال التي تضم أكثر من مؤلف. |                                                                 |
| أنتيغوا وباربودا                                                 | فترة حياة المؤلف (منتج أو منشيء العمل) + 50 عاماً:s. 10(1) | 50 عاماً من تاريخ النشر؛ 50 عاماً من تاريخ الإنشاء إذا كان العمل منشوراً (الأعمال مجهولة المصدر أو الأعمال المنشورة باسم مستعار، الأعمال المنتَجَة بواسطة الكمبيوتر، التسجيلات الصوتية أو الأفلام):s. 10(2)، (4)، 11(1) 50 عاماً من تاريخ الإنشاء (البث الإذاعي)؛ 50 عاماً من تاريخ إدراج البرنامج ضمن خدمة بث بالكابل:s. 12(1) 25 عاماً من تاريخ النشر (الترتيب المطبعي لطبعة منشورة):s. 13 | نعم:s. 10(1)، 10(2)، (4)، 11(1)، 12(1)، 13                      |
| الأرجنتين                                                        | فترة حياة المؤلف (منتج أو منشيء العمل) + 50 عاماً:المادة 5 | 50 عاماً من تاريخ النشر (الأعمال الفكرية المجهولة التي تنتمي إلى مؤسسات أو شركات أو أشخاص قانونيين):المادة 8 التسجيلات الصوتية: 70 من تاريخ أول نشر. الصور الفوتوغرافية: 20 عاماُ من النشر الأول. المصنفات السينمائية: بعد مرور 50 عامًا على وفاة آخر شخص من بين المنتجين أو المخرجين أو كاتب السيناريو أو الملحنين (بالنسبة لموسيقى العمل)). | نعم:المادة 5                                                    |
| أرمينيا                                                          | فترة حياة المؤلف (منتج أو منشيء العمل) + 50 عاماً:المادة 37 | 70 عاماً من تاريخ النشر (الأعمال مجهولة المصدر أو الأعمال المنشورة باسم مستعار):المادة 37 | نعم:المادة 37                                                   |
| أروبا                                                            | فترة حياة المؤلف (منتج أو منشيء العمل) + 50 عاماً(wikisource) | |                                                                 |
| أستراليا                                                         | فترة حياة المؤلف (منتج أو منشيء العمل) + 50 عاماً:s. 33 [فترة حياة المؤلف (منتج أو منشيء العمل) + 50 عاماً (وتوفي قبل 1955)] | 70 عاماً من تاريخ النشر (التسجيلات الصوتية، الأفلام السينمائية):s. 93، 94 50 عامًا بعد صنع المادة (البث التلفزيوني والبث الصوتي):s. 95 25 عاماً من تاريخ النشر (الطبعات المنشورة من العمل):s. 96 [50 عاماً من تاريخ النشر (الصور الفوتوغرافية، التي لم تعد صالحة منذ 1 يناير 2005)] | نعم:ss. 93–96                                                   |
| النمسا                                                           | فترة حياة المؤلف (منتج أو منشيء العمل) + 50 عاماً:§ 60، 62 | 70 عاماً من تاريخ النشر؛ 70 عاماً من تاريخ الإنشاء إذا كان العمل منشوراً (الأعمال مجهولة المصدر أو الأعمال المنشورة باسم مستعار):§ 61 | نعم:§ 64                                                        |
| أذربيجان                                                         | فترة حياة المؤلف (منتج أو منشيء العمل) + 50 عاماً (باستثناء الأعمال التي نشرت بعد الوفاة ونُشرت لأول مرة خلال 30 عامًا)(المادة 25) | 70 عاماً من تاريخ النشر (الأعمال مجهولة المصدر أو الأعمال المنشورة باسم مستعار؛ أعمال نشرت بعد الوفاة ونشرت لأول مرة خلال 30 عاماً)(المادة 25، 26) | نعم:المادة 25، 26                                               |
| جزر البهاما                                                      | اتفاقية برن | |                                                                 |
| البحرين                                                          | فترة حياة المؤلف (منشيء العمل، المنتج) + 50 عاماً تقويمياً (باستثناء الأعمال التي نشرت بعد الوفاة):المادة 31(1) | 50 عاماً من تاريخ النشر (الأفلام السينمائية، الفنون التطبيقية، الصور الفوتوغرافية؛ الأعمال مجهولة المصدر أو الأعمال المنشورة باسم مستعار؛ أعمال الشركات؛ أعمال نشرت بعد الوفاة):المادة 31(2)(a–d) 40 عاماً من تاريخ النشر أو 50 عامًا من تاريخ الانتهاء، أيهما أقصر (برنامج كمبيوتر):المادة 31(3) |                                                                 |
| بنغلاديش                                                         | فترة حياة المؤلف أو منتج العمل + 60 عاماً أو تاريخ النشر + 60 عاماً:s. 24 | 60 عاماً من تاريخ النشر (الأفلام السينمائية،:s. 26 التسجيلات الصوتية،:s. 27 الصور الفوتوغرافية،:s. 28 برامج الكمبيوتر:s. 28A أو الأعمال الحكومية أو السلطة المحلية أو المنظمات الدولية:ss. 30–32) | نعم:s. 24، 26، 27، 28، 28A، ss. 30–32                           |
| باربادوس                                                         | فترة حياة المؤلف (منتج أو منشيء العمل) + 50 عاماً:s. 10(1) | 50 عاماً من تاريخ النشر (الأعمال مجهولة المصدر أو الأعمال المنشورة باسم مستعار):s. 10(3) 50 عامًا من تاريخ الصنع (الأعمال المنتَجة بواسطة الكمبيوتر):s. 10(4) 50 عاماً من تاريخ النشر؛ 50 عاماً من تاريخ الإنشاء إذا كان العمل منشوراً (التسجيلات الصوتية والأفلام):s. 11 50 عاماً من تاريخ الإنشاء (البث الإذاعي)؛ بعد مرور 50 عامًا على إدراج البرنامج في خدمة برامج الكابل:s. 12 25 عاماً من تاريخ النشر (المطبوعات المنشورة):s. 13 | نعم:ss. 10–13                                                   |
| بيلاروس                                                          | فترة حياة المؤلف (منتج أو منشيء العمل) + 50 عاماً:المادة 22(1) | 50 عاماً من تاريخ النشر أو إذا كان العمل منشوراً 50 عاماً من تاريخ الإنشاء (الأعمال مجهولة المصدر أو الأعمال المنشورة باسم مستعار):المادة 22(2) 50 عاماً من تاريخ التثبيت (الأداء):المادة 38(1) 50 عاماً من تاريخ النشر أو إذا كان العمل منشوراً 50 عاماً من التثبيت الصوتي:المادة 38(2) 50 عامًا من البث الأول أو البث عبر الكابل:المادة 38(3) | نعم:المواد 22(4)، 38(4)                                         |
| بلجيكا                                                           | فترة حياة المؤلف (منتج أو منشيء العمل) + 50 عاماً | | نعم                                                             |
| بليز                                                             | فترة حياة المؤلف (منتج أو منشيء العمل) + 50 عاماً | 50 عاماً من تاريخ النشر (الأعمال مجهولة المصدر أو الأعمال المنشورة باسم مستعار) 50 عاماً من تاريخ النشر (التسجيلات الصوتية أو الأفلام) 50 عاماً من تاريخ النشر (الأعمال المنتجة بواسطة الكمبيوتر) | نعم                                                             |
| بنين                                                             | فترة حياة المؤلف (منتج أو منشيء العمل) + 50 عاماً | |                                                                 |
| برمودا                                                           | فترة حياة المؤلف (منتج أو منشيء العمل) + 50 عاماً | |                                                                 |
| الموقعون على اتفاقية برن لحماية المصنفات الأدبية والفنية         | فترة حياة المؤلف (منتج أو منشيء العمل) + 50 عاماً يجوز للموقعين منح فترات أطول. | 50 عاماً من تاريخ النشر أو 50 عاماً من تاريخ الإنشاء (المصنفات السينمائية) إذا لم تُعرض 50 عاماً من تاريخ النشر (الأعمال مجهولة المصدر أو الأعمال المنشورة باسم مستعار) 25 عاماً من تاريخ الإنشاء (أعمال فوتوغرافية) يجوز للموقعين منح فترات أطول. | نعم                                                             |
| بوتان                                                            | فترة حياة المؤلف (منتج أو منشيء العمل) + 50 عاماً | |                                                                 |
| بوليفيا                                                          | فترة حياة المؤلف (منتج أو منشيء العمل) + 50 عاماً | |                                                                 |
| البوسنة والهرسك                                                  | فترة حياة المؤلف (منتج أو منشيء العمل) + 50 عاماً | |                                                                 |
| بوتسوانا                                                         | اتفاقية برن، اتفاقية حول الجوانب التجارية لحقوق الملكية الفكرية، WCT | |                                                                 |
| البرازيل                                                         | فترة حياة المؤلف (منتج أو منشيء العمل) + 50 عاماً (الحقوق الاقتصادية) | الحقوق الاقتصادية المنشورة +70 عامًا (الأعمال السمعية والبصرية والتصوير الفوتوغرافي) تاريخ النشر + 70 عاماً (الأعمال مجهولة المصدر أو المنشورة باسم مستعار) الحقوق المجاورة تاريخ النشر + 70 عاماً (التسجيل الصوتي، الإرسال لبرامج البث التابعة لهيئة البث، والأداء العلني في حالات أخرى.) أخرى تاريخ النشر + 50 عاماً، إذا كان العمل منشوراً تاريخ الإنشاء + 50 عاماً (برامج الكمبيوتر) | نعم:المواد 41، 44                                               |
| إقليم المحيط الهندي البريطاني                                    | فترة حياة المؤلف (منتج أو منشيء العمل) + 50 عاماً | |                                                                 |
| جزر العذراء البريطانية                                           | فترة حياة المؤلف (منتج أو منشيء العمل) + 50 عاماً | |                                                                 |
| بروناي                                                           | فترة حياة المؤلف (منتج أو منشيء العمل) + 50 عاماً | |                                                                 |
| بلغاريا                                                          | فترة حياة المؤلف (منتج أو منشيء العمل) + 50 عاماً (EU) | |                                                                 |
| بوركينا فاسو                                                     | فترة حياة المؤلف (منتج أو منشيء العمل) + 50 عاماً | |                                                                 |
| بوروندي                                                          | فترة حياة المؤلف (منتج أو منشيء العمل) + 50 عاماً | 50 عاماً من تاريخ النشر (التسجيلات الصوتية) |                                                                 |
| كمبوديا                                                          | فترة حياة المؤلف (منتج أو منشيء العمل) + 50 عاماً | |                                                                 |
| الكاميرون                                                        | فترة حياة المؤلف (منتج أو منشيء العمل) + 50 عاماً | |                                                                 |
| كندا                                                             | فترة حياة المؤلف (منتج أو منشيء العمل) + 50 عاماً (باستثناء أعمال محددة نشرت بعد الوفاة) [فترة حياة المؤلف (منتج أو منشيء العمل) + 50 عاماً (على أن تكون الوفاة قبل 1972)] | 75 عاماً من تاريخ النشر أو 100 عام من تاريخ الإنشاء، أيهما أقصر (الأعمال مجهولة المصدر). لا يُعاد إحياء حقوق الطبع والنشر في أي عمل انتهت صلاحيته قبل سريان تمديد مدة حقوق الطبع والنشر من 50 إلى 70 عامًا في يناير 2023. 50 عاماً من تاريخ النشر (أعمال محددة نشرت بعد الوفاة) | نعم                                                             |
| الرأس الأخضر                                                     | فترة حياة المؤلف (منتج أو منشيء العمل) + 50 عاماً | |                                                                 |
| جزر كايمان                                                       | غير معروف | |                                                                 |
| جمهورية إفريقيا الوسطى                                           | اتفاقية برن، اتفاقية حول الجوانب التجارية لحقوق الملكية الفكرية | |                                                                 |
| تشاد                                                             | اتفاقية برن، اتفاقية حول الجوانب التجارية لحقوق الملكية الفكرية | |                                                                 |
| تشيلي                                                            | فترة حياة المؤلف (منتج أو منشيء العمل) + 50 عاماً | |                                                                 |
| الصين                                                            | فترة حياة المؤلف (منتج أو منشيء العمل) + 50 عاماً (الأعمال التي أنتجها مواطنون):para. 1 | 50 عاماً من تاريخ النشر، أو إذا كان العمل منشوراً، 50 عاماً من تاريخ الإنشاء (أعمال الهيئات القانونية، المصنفات السينمائية، الأفلام أو الأعمال الفوتوغرافية):paras. 2–3 | نعم                                                             |
| كولومبيا                                                         | فترة حياة المؤلف (منتج أو منشئ العمل) + 80 عاماً:المادة 21 | 80 عاماً من تاريخ النشر (المصنفات السينمائية):المادة 37 | نعم:المادة 28                                                   |
| جزر القمر                                                        | اتفاقية برن | |                                                                 |
| جمهورية الكونغو الديمقراطية                                      | فترة حياة المؤلف (منتج أو منشيء العمل) + 50 عاماً:المادة 74 | 25 عاماً من تاريخ النشر (الأعمال الفوتوغرافية).:المادة 77 50 عاماً من تاريخ النشر (أعمال مجهولة المصدر، أو نشرت باسمٍ مستعار، أعمال نشرت بعد الوفاة):المادة 75 | نعم:المادة 76                                                   |
| الكونغو                                                          | فترة حياة المؤلف (منتج أو منشيء العمل) + 50 عاماً | 25 عاماً من تاريخ الإنشاء (الأعمال الفوتوغرافية وأعمال الفنون التطبيقية):المادة 65 |                                                                 |
| كوستاريكا                                                        | فترة حياة المؤلف (منتج أو منشيء العمل) + 50 عاماً | |                                                                 |
| ساحل العاج                                                       | فترة حياة المؤلف (منتج أو منشيء العمل) + 50 عاماً (باستثناء الأعمال التي نشرت بعد الوفاة أو نشرت خلال تلك الفترة):المادة 45(1) | 70 عاماً من تاريخ النشر (الأعمال الفوتوغرافية أو الأعمال السمعية والبصرية أو أعمال الفنون التطبيقية؛ الأعمال مجهولة المصدر أو الأعمال المنشورة باسم مستعار؛ أعمال نشرت بعد الوفاة):المادة 45(3)(a–c) | نعم:المادة 45                                                   |
| كرواتيا                                                          | فترة حياة المؤلف (منتج أو منشيء العمل) + 50 عاماً | |                                                                 |
| كوبا                                                             | فترة حياة المؤلف (منتج أو منشيء العمل) + 50 عاماً | |                                                                 |
| كوراساو                                                          | فترة حياة المؤلف (منتج أو منشيء العمل) + 50 عاماً | |                                                                 |
| قبرص                                                             | فترة حياة المؤلف (منتج أو منشيء العمل) + 50 عاماً (EU، WCT) | |                                                                 |
| جمهورية التشيك                                                   | فترة حياة المؤلف (منتج أو منشيء العمل) + 50 عاماً:المادة 27(1) | 70 عاماً من تاريخ النشر (الأعمال مجهولة المصدر):المادة 27(3) | نعم:المادة 27(7)                                                |
| الدنمارك                                                         | فترة حياة المؤلف (منتج أو منشيء العمل) + 50 عاماً | |                                                                 |
| جيبوتي                                                           | فترة حياة المؤلف (منتج أو منشيء العمل) + 50 عاماً :المادة 12 | بالنسبة للأعمال السينمائية، 50 عاماً من تاريخ إتاحة العمل للجمهور بشكل قانوني بموافقة المؤلف.:المادة 15 بالنسبة للعمل الفوتوغرافي أو العمل الفني التطبيقي، 25 سنة من تاريخ إنتاج العمل:المادة 16 | نعم:المادة 12                                                   |
| دومينيكا                                                         | فترة حياة المؤلف (منتج أو منشيء العمل) + 50 عاماً | |                                                                 |
| جمهورية الدومينيكان                                              | فترة حياة المؤلف (منتج أو منشيء العمل) + 50 عاماً | |                                                                 |
| الإكوادور                                                        | فترة حياة المؤلف (منتج أو منشيء العمل) + 50 عاماً | |                                                                 |
| مصر                                                              | فترة حياة المؤلف (منتج أو منشيء العمل) + 50 عاماً | |                                                                 |
| السلفادور                                                        | فترة حياة المؤلف (منتج أو منشيء العمل) + 50 عاماً | |                                                                 |
| غينيا الاستوائية                                                 | فترة حياة المؤلف (منتج أو منشئ العمل) + 80 عاماً. ومع ذلك، هناك قواعد انتهاء صلاحية إضافية في المادة 38 من قانون الملكية الفكرية الرئيسي في غينيا الاستوائية والتي قد تؤثر على هذا. | |                                                                 |
| إرتريا                                                           | فترة حياة المؤلف فقط، على أن لا تقل عن 50 عاماً منذ نشر العمل، أيهما أطول (باستثناء الأعمال التي نشرت بعد الوفاة):المادة 1653، 1670 | 50 عاماً منذ نشر العمل (الأعمال التي نشرت بعد الوفاة):المادة 1672 |                                                                 |
| إستونيا                                                          | فترة حياة المؤلف (منتج أو منشيء العمل) + 50 عاماً (EU):§ 38(1) | 70 عاماً من تاريخ النشر (الأعمال مجهولة المصدر أو الأعمال المنشورة باسم مستعار):§ 40 | نعم:§ 43                                                        |
| إسواتيني                                                         | فترة حياة المؤلف (منتج أو منشيء العمل) + 50 عاماً | |                                                                 |
| إثيوبيا                                                          | فترة حياة المؤلف (منتج أو منشيء العمل) + 50 عاماً | |                                                                 |
| الاتحاد الأوروبي الدول الأعضاء                                   | فترة حياة المؤلف (منتج أو منشيء العمل) + 50 عاماً:المادة 1 (1) | الأعمال مجهولة المصدر أو الأعمال المنشورة باسم مستعار فقط: "بعد مرور 70 عامًا على إتاحة العمل للجمهور بشكل قانوني" (المادة 1(3)). تنتهي الحماية إذا لم يُتح العمل خلال 70 عامًا من تاريخ إنتاجه. (المادة1(6)).:المادة 1 (3)، (6) | نعم:المادة 8 (1)                                                |
| فيجي                                                             | فترة حياة المؤلف (منتج أو منشيء العمل) + 50 عاماً | |                                                                 |
| فنلندا                                                           | فترة حياة المؤلف (منتج أو منشيء العمل) + 50 عاماً | 50 عاماً من تاريخ النشر (التسجيلات الصوتية، البث التلفزيوني والبث الصوتي):المواد 46، 48 50 عاماً من تاريخ الإنشاء (أعمال فوتوغرافية):المادة 49a | نعم:المادة 43                                                   |
| فرنسا                                                            | فترة حياة المؤلف (منتج أو منشيء العمل) + 50 عاماً (باستثناء الأعمال التي نشرت بعد الوفاة أو بنشرت بعد هذه المدة) :المواد L123-1، L123-2 كانت الإضافات التالية لفترة حقوق الطبع والنشر مطبقة سابقًا على جميع الأعمال، لكن محكمة النقض الفرنسية وجدت أنه حلّ محلها معاهدة حقوق الطبع والنشر اللاحقة، وبالتالي قصْر فترة حقوق الطبع والنشر على فترة حياة المؤلف (منتج أو من شيء عمل) + إجمالي 50 عامًا، على الأقل للأعمال غير الموسيقية للمؤلفين الذين "لم يموتوا من أجل فرنسا". + 6 سنوات و 152 يومًا للأعمال الموسيقية المنشورة حتى عام 1920:المادة L123-8 + 8 سنوات و 120 يومًا لأعمال الموسقية المنشورة خلال 1947:المادة L123-9 + 30 عامًا لجميع الأعمال إذا توفي المؤلف أثناء الخدمة الفعلية (بناءً على مدة حقوق النشر السابق، والذي كان فترة حياة المؤلف (منتج أو منشيء العمل) + 50 عاماً وهذا يعني أنه من الناحية العملية فإن الإضافة أطول بعشر سنوات من الإضافة الحالية. فترة حياة المؤلف (منتج أو منشيء العمل) + 50 عاماُ):المادة L123-10 | 70 عاماً من تاريخ النشر (الأعمال مجهولة المصدر أو المنشورة تحت اسمٍ مستعار والأعمال الجماعية):المادة L123-3 25 عاماً من تاريخ النشر (أعمال نشرت بعد الوفاة وفق المادة L123-1):L123-4 | نعم:المواد L123-1، L123-3، L123-4, وليس المواد L123-8 أو L123-9 |
| الغابون                                                          | اتفاقية برن، اتفاقية حول الجوانب التجارية لحقوق الملكية الفكرية | |                                                                 |
| غامبيا                                                           | فترة حياة المؤلف (منتج أو منشيء العمل) + 50 عاماً | |                                                                 |
| جورجيا                                                           | فترة حياة المؤلف (منتج أو منشيء العمل) + 50 عاماً | |                                                                 |
| ألمانيا                                                          | فترة حياة المؤلف (منتج أو منشيء العمل) + 50 عاماً | 25 عامًا من تاريخ النشر الأول أو الأداء العام الأول إذا انتهت صلاحية حقوق الطبع والنشر قبل هذا النشر أو الأداء، أو إذا لم يُحمى العمل مطلقًا في ألمانيا وتوفي المؤلف قبل أكثر من 70 عامًا من تاريخ النشر الأول.n | نعم                                                             |
| غانا                                                             | فترة حياة المؤلف (منتج أو منشيء العمل) + 50 عاماً | |                                                                 |
| اليونان                                                          | فترة حياة المؤلف (منتج أو منشيء العمل) + 50 عاماً :المواد 29، 31(3) | 70 عاماً من تاريخ النشر (الأعمال مجهولة المصدر أو المنشورة باسم مستعار):المادة 31(1) | نعم:المواد 29، 31                                               |
| غرينادا                                                          | اتفاقية برن، اتفاقية حول الجوانب التجارية لحقوق الملكية الفكرية | |                                                                 |
| غواتيمالا                                                        | فترة حياة المؤلف (منتج أو منشئ العمل) + 75 عاماً:المادة 43 | 75 عاماً من تاريخ النشر أو إذا كان العمل منشوراً 75 عاماً من تاريخ الإنشاء (برامج الكمبيوتر والأعمال الجماعية؛ الأعمال مجهولة المصدر أو الأعمال المنشورة باسم مستعار؛ الأعمال السمعية والبصرية):المواد 44، 45، 47 | نعم:المادة 48                                                   |
| غينيا                                                            | اتفاقية حول الجوانب التجارية لحقوق الملكية الفكرية | |                                                                 |
| غينيا بيساو                                                      | اتفاقية برن، اتفاقية حول الجوانب التجارية لحقوق الملكية الفكرية | |                                                                 |
| غيانا                                                            | فترة حياة المؤلف (منتج أو منشيء العمل) + 50 عاماً | |                                                                 |
| هايتي                                                            | اتفاقية برن، اتفاقية حول الجوانب التجارية لحقوق الملكية الفكرية | |                                                                 |
| هندوراس                                                          | فترة حياة المؤلف (منتج أو منشئ العمل) + 75 عاماً | 70 عاماً من تاريخ النشر أو إذا كان العمل منشوراً خلال 50 عاماً، 70 عاماً من تاريخ الإنشاء (أعمال الفنون التطبيقية والصور الفوتوغرافية) | نعم                                                             |
| هونغ كونغ                                                        | فترة حياة المؤلف (منتج أو منشيء العمل) + 50 عاماً (الأعمال الأدبية، الأعمال الدرامية، الأعمال الموسيقية أو الفنية التي يُعرف مؤلفها):s. 17(2) فترة حياة المؤلف (منتج أو منشيء العمل) + 50 عاماً (الأفلام):s. 19 | 50 عاماً من تاريخ النشر أو إذا كان العمل منشوراً 50 عاماً من تاريخ الإنشاء (الأعمال الأدبية، الأعمال الدرامية، الأعمال الموسيقية أو الفنية الأعمال مجهولة المصدر):s. 17(3) 50 عاماً من تاريخ النشر أو إذا كان العمل منشوراً 50 عاماً من تاريخ الإنشاء (التسجيلات الصوتية):s. 18 50 عاماً من تاريخ الإنشاء (البث الإذاعي); بعد مرور 50 عامًا على إدراج البرنامج في خدمة برامج الكابل:s. 20 25 عاماً من تاريخ النشر (الترتيب المطبعي للطبعات المنشورة):s. 21 | نعم:s. 17، 18، 20، 21                                           |
| المجر                                                            | فترة حياة المؤلف (منتج أو منشيء العمل) + 50 عاماً:s. 31(1)(2) في حال تعدد المؤلفين، يؤخذ بالاعتبار عمر آخر مؤلف على قيد الحياة + 70 عامًا:s. 31(4) | 70 عاماً وتحسب من أول يوم في السنة التالية لأول إفصاح عن العمل في حالة عدم معرفة شخصية المؤلف. ومع ذلك، إذا أصبح المؤلف معروفًا خلال هذه المدة، فإن مدة الحماية تحسب من أول العام التالي لوفاة المؤلف..:s. 31(3) 70 عاماً تحسب من اليوم الأول من السنة التالية للإفصاح الأول عن العمل الجماعي أو الإبداع السينمائي.:s. 31(5)(6) 25 سنة من أول يوم من السنة التالية للإفصاح الأول إذا كانت حماية حق المؤلف في نطاق يتفق مع الحقوق المالية للمؤلف.:s. 31(7)، 32 ومع ذلك، كاستثناء، فإن تعبيرات الفولكلور نفسها لا تتمتع بحماية حقوق الطبع والنشر في المجر.:s. 1(7) | نعم:s. 31(2)                                                    |
| آيسلندا                                                          | فترة حياة المؤلف (منتج أو منشيء العمل) + 50 عاماً | |                                                                 |
| الهند                                                            | الحياة + 60 عاماً (باستثناء الأعمال التي نشرت بعد الوفاة):s. 22 | 60 عاماً من تاريخ النشر (أعمال نشرت بعد الوفاة، الصور الفوتوغرافية، الأفلام السينمائية، التسجيلات الصوتية، وأعمال المؤسسات العامة، وأعمال المنظمات الدولية):ss. 24–27، 28A، 29 | نعم:ss. 22، 24–27، 28A، 29                                      |
| إندونيسيا                                                        | فترة حياة المؤلف (منتج أو منشيء العمل) + 50 عاماً | 70 عاماُ من وفاة المؤلف الكتاب والموسيقى وما إلى ذلك بعد 50 عامًا من النشر في مجال التصوير السينمائي والتصوير الفوتوغرافي وما إلى ذلك. |                                                                 |
| إيران                                                            | فترة حياة المؤلف (منتج أو منشيء العمل) + 50 عاماً | 30 عاماً من تاريخ النشر (الأعمال الفوتوغرافية أو المصنفات السينمائية) |                                                                 |
| العراق                                                           | فترة حياة المؤلف (منتج أو منشيء العمل) + 50 عاماً | 5 أعوام من تاريخ النشر (أعمال فوتوغرافية) |                                                                 |
| أيرلندا Ireland                                                  | فترة حياة المؤلف (منتج أو منشيء العمل) + 50 عاماً | | نعم                                                             |
| إسرائيل                                                          | فترة حياة المؤلف (منتج أو منشيء العمل) + 50 عاماً | 50 عاماً من تاريخ النشر (الصور الفوتوغرافية التي أنتجت حتى مايو 2007) | نعم                                                             |
| إيطاليا                                                          | فترة حياة المؤلف (منتج أو منشيء العمل) + 50 عاماً [فترة حياة المؤلف (منتج أو منشيء العمل) + 50 عاماً]:المادة 25 | 70 عاماً من تاريخ النشر (الأعمال مجهولة المصدر أو الأعمال المنشورة باسم مستعار):المادة 27 20 عاماً من تاريخ النشر (حقوق الطبع والنشر للدولة والمقاطعة والكميونات، والأكاديميات أو المنظمات الثقافية العامة، أو الكيانات القانونية الخاصة ذات الطابع غير الربحي) | نعم:s. 25، s. 32ter                                             |
| جامايكا                                                          | فترة حياة المؤلف (منتج أو منشيء العمل + 95 عاماً (للمؤلفين الذين توفوا عام 1962 أو بعده) فترة حياة المؤلف (منتج أو منشيء العمل) + 50 عاماً (للمؤلفين الذين توفوا قبل 1962) :s. 10(1) | 95 عاماً من تاريخ النشر (الأعمال مجهولة المصدر أو الأعمال المنشورة باسم مستعار، الأعمال المصنوعة لحساب الغير (بموجب عقد توظيف مثلاً):s. 10(2)، s. 13A 95 عاماً من تاريخ الإنشاء (الأعمال المنتجة بواسطة الكمبيوتر، البث الإذاعي، برامج الكابل):s. 10(4)، 12(1) 95 عاماً من تاريخ النشر أو إذا كان العمل منشوراً 95 عاماً من تاريخ الإنشاء (التسجيلات الصوتية أو الأفلام):s. 11 50 عاماً من تاريخ النشر (الترتيب المطبعي لطبعة منشورة):s. 13 | نعم:s. 10، 11، 12، 13                                           |
| اليابان - قانون حق التأليف والنشر الياباني                       | فترة حياة المؤلف (منتج أو منشيء العمل) + 50 عاماً:المادة 51(2) | 70 عاماً من تاريخ النشر، أو إذا كان العمل منشوراً، 70 عاماً من تاريخ الإنشاء (المصنفات السينمائية):المادة 54(1) 70 عاماً من تاريخ النشر، أو إذا كان العمل منشوراً، 70 عاماً من تاريخ الإنشاء (أعمال شخص اعتباري أو هيئة مؤسسية أخرى):المادة 53(1) 70 عاماً من تاريخ الإنشاء (المصنفات السينمائية)، وبعد 38 عامًا من وفاة مخرج الفيلم (للأفلام التي أصدرت قبل 1971)، أيهما يكون آخراً.:المادة 3:المادة 22(3) | نعم:المادة 57                                                   |
| الأردن - قانون حقوق التأليف والنشر في الأردن                     | فترة حياة المؤلف (منتج أو منشيء العمل) + 50 عاماً | |                                                                 |
| كازاخستان                                                        | فترة حياة المؤلف (منتج أو منشيء العمل) + 50 عاماً | |                                                                 |
| كينيا                                                            | فترة حياة المؤلف (منتج أو منشيء العمل) + 50 عاماً (الأعمال الأدبية، الأعمال الموسيقية أو الأعمال الفنية الأخرى بخلاف الصور الفوتوغرافية):s. 23(2)1 | 50 عاماً من تاريخ آخر إنشاء أو نشر (الأعمال السمعية والبصرية والصور الفوتوغرافية):s. 23(2) | نعم:s. 23                                                       |
| كيريباتي                                                         | فترة حياة المؤلف (منتج أو منشيء العمل) + 50 عاماً | |                                                                 |
| كوسوفو                                                           | فترة حياة المؤلف فقط [بحاجة لمصدر] | | نعم                                                             |
| كوريا الشمالية                                                   | فترة حياة المؤلف (منتج أو منشيء العمل) + 50 عاماً | الأعمال التي ألفتها "مؤسسة أو شركة أو منظمة"، 50 عاماً من تاريخ النشر |                                                                 |
| كوريا الجنوبية                                                   | فترة حياة المؤلف (منتج أو منشيء العمل) + 50 عاماً (تم تعديله on 2011-06-30):المادة 39 | 70 عاماً من تاريخ النشر (الأعمال مجهولة المصدر أو الأعمال المنشورة باسم مستعار):المادة 40 70 عاماً من تاريخ النشر، أو إذا كان العمل منشوراً خلال 50 عاماً، 70 عاماً من تاريخ الإنشاء (الأعمال المنشأة لصالح الغير، المصنفات السينمائية):المادة 41 | نعم:المادة 44                                                   |
| الكويت                                                           | اتفاقية حول الجوانب التجارية لحقوق الملكية الفكرية | |                                                                 |
| قرغيزستان                                                        | فترة حياة المؤلف (منتج أو منشيء العمل) + 50 عاماً | |                                                                 |
| لاوس                                                             | فترة حياة المؤلف (منتج أو منشيء العمل) + 50 عاماً | 50 عاماً بعد إتاحته للجمهور. أيضاً: • العمل مجهول المصدر أو المنشور باسمٍ مستعار: 50 عاماً من تاريخ إتاحة العمل للجمهور; • الأعمال السينمائية: 50 عاماً من تاريخ الصنع المتاح، في حالة فشل ذلك، 50 عاماً من تاريخ الصنع؛ • الفنون التطبيقية: 25 عاماً من تاريخ الإنشاء. أعمال ذات صلة: الأداء، والتسجيل الصوتي، والبث: 50 عامًا منذ تاريخ الأداء، والتثبيت، والبث، على التوالي. |                                                                 |
| لاتفيا                                                           | فترة حياة المؤلف (منتج أو منشيء العمل) + 50 عاماً:المادة 36 [فترة حياة المؤلف (منتج أو منشيء العمل) + 50 عاماً] | 70 عاماً من تاريخ النشر (الأعمال مجهولة المصدر أو الأعمال المنشورة باسم مستعار) | نعم:المادة 38                                                   |
| لبنان                                                            | فترة حياة المؤلف (منتج أو منشيء العمل) + 50 عاماً | 50 عاماً بعد النشر القانوني؛ فشل النشر، 50 عاماً بعد انتهاء العمل. أيضاً: • الحقوق الاقتصادية: 50 عاماً بعد الأداء. • الحقوق المعنوية: دائمة • حقوق هيئات البث والمذيعين: 20 عاماً بعد أول بث. |                                                                 |
| ليسوتو                                                           | فترة حياة المؤلف (منتج أو منشيء العمل) + 50 عاماً | |                                                                 |
| ليبيريا                                                          | فترة حياة المؤلف (منتج أو منشيء العمل) + 50 عاماً | |                                                                 |
| ليبيا                                                            | فترة حياة المؤلف (منتج أو منشيء العمل) + 25 عاماً و50 سنة بحدٍ أدنى (بتاريخ 1968؛ قد يكون تغير منذ ) | |                                                                 |
| ليختنشتاين                                                       | فترة حياة المؤلف (منتج أو منشيء العمل) + 50 عاماً [فترة حياة المؤلف (منتج أو منشيء العمل) + 50 عاماً] | |                                                                 |
| ليتوانيا                                                         | فترة حياة المؤلف (منتج أو منشيء العمل) + 50 عاماً [فترة حياة المؤلف (منتج أو منشيء العمل) + 50 عاماً] | |                                                                 |
| لوكسمبورغ                                                        | فترة حياة المؤلف (منتج أو منشيء العمل) + 50 عاماً [فترة حياة المؤلف (منتج أو منشيء العمل) + 50 عاماً] | |                                                                 |
| ماكاو                                                            | فترة حياة المؤلف (منتج أو منشيء العمل) + 50 عاماً:المادة 21(1) | 50 عاماً من تاريخ النشر (الأعمال مجهولة المصدر):المادة 23 50 عاماً من تاريخ النشر (الأعمال السمعية والبصرية):المادة 106 25 عاماً من تاريخ الإكمال (أعمال الفنون التطبيقية):المادة 148 | نعم:المادة 21(3)                                                |
| مدغشقر                                                           | فترة حياة المؤلف (منتج أو منشيء العمل) + 50 عاماً | |                                                                 |
| مالاوي                                                           | فترة حياة المؤلف (منتج أو منشيء العمل) + 50 عاماً | |                                                                 |
| ماليزيا                                                          | فترة حياة المؤلف (منتج أو منشيء العمل) + 50 عاماً (الأعمال الأدبية، أعمال موسيقية وفنية، ليست بعد الوفاة):s. 17(1) | 50 عاماً بعد النشر (أعمال نشرت بعد الوفاة، النسخ المنشورة، الأفلام، الأداء الحي):s. 17(2)، s. 18، s. 22، s. 23A 50 عاماً بعد النشر أو إذا كان العمل منشوراً 50 عاماً من تاريخ الإنشاء (الأعمال المجهولة، الأعمال المنشورة باسم مستعار، التسجيلات الصوتية، البث الإذاعي، الأفلام):s. 17(3)، s. 19 50 عاماً بعد صنعه (البث الإذاعي):s. 20 | نعم:s. 17(2)، (3)، s. 18، s. 19، s. 20، s. 22، s. 23A           |
| المالديف                                                         | فترة حياة المؤلف (منتج أو منشيء العمل) + 50 عاماً | |                                                                 |
| مالي                                                             | فترة حياة المؤلف (منتج أو منشيء العمل) + 50 عاماً | |                                                                 |
| مالطا                                                            | فترة حياة المؤلف (منتج أو منشيء العمل) + 50 عاماً | | نعم                                                             |
| جزر مارشال                                                       | 0، لا يوجد حقوق تأليف ونشر. في هذه المرحلة، جمهورية جزر مارشال ليست عضوًا في أي اتفاقية دولية [أو أي اتفاقية] بشأن حقوق المؤلف بدلاً من ذلك، يطبّق نظام حماية غير قائم على حقوق النشر. | 0، لا يوجد حقوق تأليف ونشر. بدلاً من ذلك، يطبّق نظام حماية غير قائم على حقوق النشر. |                                                                 |
| موريتانيا                                                        | اتفاقية برن، اتفاقية حول الجوانب التجارية لحقوق الملكية الفكرية | |                                                                 |
| موريشيوس                                                         | فترة حياة المؤلف (منتج أو منشيء العمل) + 50 عاماً | |                                                                 |
| المكسيك                                                          | فترة حياة المؤلف (منتج أو منشيء العمل + 100 عام (سارية المفعول اعتبارًا من 23 يوليو 2003 بأثر رجعي) فترة حياة المؤلف (منتج أو منشئ العمل) + 75 عاماً (قبل تغيير القانون في 23يوليو 2003، ينطبق على الوفيات قبل 23 يوليو 1928) فترة حياة المؤلف (منتج أو منشيء العمل) + 50 عاماً (قبل تغيير القانون في 1 يناير 1994، ينطبق على الوفيات قبل 1 يناير 1944) الحياة + 30 عاماً (قبل تغيير القانون في 11 يناير 1982، ينطبق على الوفيات قبل 1 يناير 1952) | - 75 عامًا من تاريخ التثبيت الأول للتسجيل أو الأداء/التسجيل الأول للأداء، على التوالي. - 50 عامًا من النشر الأول للكتاب، أو التثبيت الأول للتسجيل، أو البث الأول. | نعم (تقويم ميلادي)                                              |
| ميكرونيسيا                                                       | فترة حياة المؤلف (منتج أو منشيء العمل) + 50 عاماً | |                                                                 |
| مولدوفا                                                          | فترة حياة المؤلف (منتج أو منشيء العمل) + 50 عاماً | |                                                                 |
| موناكو                                                           | فترة حياة المؤلف (منتج أو منشيء العمل) + 50 عاماً | |                                                                 |
| منغوليا                                                          | فترة حياة المؤلف (منتج أو منشيء العمل) + 50 عاماً | |                                                                 |
| الجبل الأسود                                                     | فترة حياة المؤلف (منتج أو منشيء العمل) + 50 عاماً | |                                                                 |
| المغرب                                                           | فترة حياة المؤلف (منتج أو منشيء العمل) + 50 عاماً | 70 إذا لم يتم النشر القانوني خلال 50 عامًا من الإنتاج، تستمر حقوق الطبع والنشر لمدة 70 عامًا بعد إتاحة العمل إلى الجمهور؛ إذا لم يُتح العمل إلى الجمهور بشكل قانوني خلال 50 عامًا من الإنتاج، تستمر حقوق الطبع والنشر لمدة 70 عامًا بعد إنتاج العمل؛ والحقوق المعنوية تدوم إلى الأبد. 70 عامًا لحقوق المؤدين، إذا لم يتم النشر القانوني خلال 50 عامًا من الأداء، تستمر حقوق الطبع والنشر لمدة 70 عامًا بعد العرض الأول للعمل. 70 عامًا لحقوق هيئات البث والمذيعين: إذا لم يتم النشر القانوني خلال 50 عامًا من إنشاء العمل، فإن حقوق الطبع والنشر تستمر لمدة 70 عامًا بعد إنشاء العمل. |                                                                 |
| موزمبيق                                                          | فترة حياة المؤلف (منتج أو منشيء العمل) + 50 عاماً | |                                                                 |
| ميانمار                                                          | اتفاقية حول الجوانب التجارية لحقوق الملكية الفكرية | |                                                                 |
| ناميبيا                                                          | فترة حياة المؤلف (منتج أو منشيء العمل) + 50 عاماً (باستثناء الأعمال التي نشرت بعد الوفاة):s. 3(2)(a) | 50 عاماً من تاريخ النشر (الأعمال التي نشرت بعد الوفاة):s. 3(2)(a) 50 عاماً من تاريخ النشر أو إذا كان العمل منشوراً 50 عاماً من تاريخ الإنشاء (الأفلام السينمائية، الصور الفوتوغرافية، برامج الكمبيوتر):s. 3(2)(b) | نعم:s. 3                                                        |
| ناورو                                                            | فترة حياة المؤلف (منتج أو منشيء العمل) + 50 عاماً:s. 18 (1) | 25 عاماً بعد إنتاج العمل (الفنون التطبيقية):s. 18 (4) 25 عاماً بعد النشر (الترتيب المطبعي لطبعة منشورة):s. 18 (5) 50 عاماً بعد تاريخ آخر إنشاء، أو إتاحة العمل للجمهور ، أو النشر (الأعمال الجماعية أو الأفلام):s. 18 (3) 100 عاماً بعد الإنشاء (الأعمال الحكومية):s. 15 (3) | نعم                                                             |
| نيبال                                                            | فترة حياة المؤلف (منتج أو منشيء العمل) + 50 عاماً | 25 عاماً من تاريخ الإنشاء (الفنون التطبيقية والأعمال الفوتوغرافية) |                                                                 |
| هولندا                                                           | فترة حياة المؤلف (منتج أو منشيء العمل) + 50 عاماً | 70 عاماً من تاريخ النشر (الأعمال مجهولة المصدر أو الأعمال المنشورة باسم مستعار، أعمال مؤسسية ليس لها مؤلف طبيعي مسجل) 25 عاماً من تاريخ النشر (أعمال نشرت لأول مرة بعد أكثر من 70 عامًا من وفاة المؤلف) | نعم                                                             |
| الجزر الكاريبية الهولندية                                        | فترة حياة المؤلف (منتج أو منشيء العمل) + 50 عاماً | |                                                                 |
| نيوزيلندا                                                        | فترة حياة المؤلف (منتج أو منشيء العمل) + 50 عاماً (الأعمال الأدبية، الأعمال الدرامية، الأعمال الموسيقية، أو الأعمال الفنية):s. 22(1) | 50 عاماً من تاريخ الإنشاء (الأعمال المنتجة بواسطة الكمبيوتر):s. 22(2) | نعم:s. 22                                                       |
| نيكاراغوا                                                        | فترة حياة المؤلف (منتج أو منشيء العمل) + 50 عاماً | |                                                                 |
| النيجر                                                           | فترة حياة المؤلف (منتج أو منشيء العمل) + 50 عاماً | |                                                                 |
| نيجيريا                                                          | فترة حياة المؤلف (منتج أو منشيء العمل) + 50 عاماً (الأعمال الأدبية، الأعمال الموسيقية أو الفنية غير الصور الفوتوغرافية) | 70 عاماً من تاريخ النشر (الأعمال الأدبية، الأعمال الموسيقية والأعمال الفنية غير الصور الفوتوغرافية في حالة الأعمال الحكومة أو أعمال الهيئات الاعتبارية) 50 عاماً من تاريخ النشر (الأفلام السينمائية والصور الفوتوغرافية) 50 عاماً من تاريخ النشر (التسجيلات الصوتية) 50 عاماً من تاريخ النشر (هيئات البث) | نعم                                                             |
| مقدونيا الشمالية                                                 | فترة حياة المؤلف (منتج أو منشيء العمل) + 50 عاماً | |                                                                 |
| النرويج                                                          | فترة حياة المؤلف (منتج أو منشيء العمل) + 50 عاماً فترة حياة المؤلف (منتج أو منشيء العمل) + 15 عاماً، ولكن لا يقل عن 50 بعد النشر (الصور البسيطة") | 70 عامًا بعد سنة وفاة المؤلف (أي أن المؤلف الذي توفي عام 1950 ستظل أعماله محمية حتى 1 يناير 2021). في العمل الجماعي أو المشترك، يُحسب هذا التاريخ من وفاة أقدم مؤلف على قيد الحياة. بالنسبة للأفلام السينمائية، يُعتبر كلٌّ من: المخرج الرئيسي، وكاتب السيناريو، ومؤلف الحوار، ومؤلف الموسيقى التصويرية الأصلية. 70 عامًا للأعمال مجهولة المصدر من تاريخ إنتاجها. إذا نُشر عمل غير منشور، وانتهت حقوق طبعه لاحقًا، يحق للناشر الحصول على حقوق طبعه لمدة 25 عامًا من تاريخ النشر. الاستثناء الوحيد من القاعدة هو المصنفات الموجودة بالفعل في الملكية العامة في بلدها الأصلي (الدول الأعضاء في اتحاد برن و/أو منظمة التجارة العالمية. ستدخل هذه إلى الملكية العامة في النرويج بمجرد دخولها إلى الملكية العامة في البلد الأصلي حتى لو كان أقل من مرور 70 سنة على وفاة مبدعي العمل. ثمة قوانين خاصة في النرويج أيضاً تحمي الصور «البسيطة». أي أن الصور الفوتوغرافية، مثل اللقطات، التي لا ترقى إلى مستوى الأصالة التي تستحق حماية حقوق الطبع والنشر، تُمنح حماية الحقوق المجاورة.[..] لا يتناول قانون حقوق النشر النرويجي النطاق العام بشكل مباشر. يحدد قانون حقوق النشر النرويجي حقين أساسيين للمؤلفين: الحقوق الاقتصادية والحقوق المعنوية.[..] بالنسبة للمواد التي تقع خارج نطاق حقوق الطبع والنشر، تُستخدم عبارة "i det fri" (في النطاق الحر. وهذا يُطابق تقريبًا مصطلح "الملكية العامة" في الإنجليزية. يُميز قانون حقوق الطبع والنشر النرويجي بين حقوق الطبع والنشر والحقوق المجاورة. تخضع الأعمال الفنية الإبداعية والتجارية فقط لحقوق الطبع والنشر. بينما تخضع بعض أنواع الأعمال الأخرى لما يُسمى بالحقوق المجاورة." | نعم                                                             |
| عمان                                                             | فترة حياة المؤلف (منتج أو منشيء العمل) + 50 عاماً | 90 عاماً من النسة التالية للنشر 120 عاماً من السنة التالية لإتمام العمل | نعم                                                             |
| باكستان                                                          | فترة حياة المؤلف (منتج أو منشيء العمل) + 50 عاماً | | نعم                                                             |
| بالاو                                                            | فترة حياة المؤلف (منتج أو منشيء العمل) + 50 عاماً | |                                                                 |
| بنما                                                             | فترة حياة المؤلف (منتج أو منشيء العمل) + 50 عاماً | | نعم                                                             |
| بابوا غينيا الجديدة                                              | فترة حياة المؤلف (منتج أو منشيء العمل) + 50 عاماً | |                                                                 |
| باراغواي                                                         | فترة حياة المؤلف (منتج أو منشيء العمل) + 50 عاماً | |                                                                 |
| بيرو                                                             | فترة حياة المؤلف (منتج أو منشيء العمل) + 50 عاماً | |                                                                 |
| الفلبين                                                          | فترة حياة المؤلف (منتج أو منشيء العمل) + 50 عاماً:s. 213.1 | 50 عاماً من تاريخ النشر (أعمال فوتوغرافية)، أو 50 عاماً من تاريخ الإنشاء إذا كان العمل منشوراً خلال 50 عاماً من الإنشاء:s. 213.5 | نعم:s. 214                                                      |
| بولندا                                                           | فترة حياة المؤلف (منتج أو منشيء العمل) + 50 عاماً | |                                                                 |
| البرتغال                                                         | فترة حياة المؤلف (منتج أو منشيء العمل) + 50 عاماً [فترة حياة المؤلف (منتج أو منشيء العمل) + 50 عاماً] | |                                                                 |
| قطر                                                              | فترة حياة المؤلف (منتج أو منشيء العمل) + 50 عاماً | |                                                                 |
| رومانيا                                                          | فترة حياة المؤلف (منتج أو منشيء العمل) + 50 عاماً | |                                                                 |
| روسيا                                                            | فترة حياة المؤلف (منتج أو منشيء العمل) + 50 عاماً فترة حياة المؤلف (منتج أو منشيء العمل) + 74 سنة (لأولئك الذين قاتلوا أو عملوا أثناء الحرب الوطنية العظمى) تاريخ إعادة التأهيل + 70 (74) سنة (لمحاكمة غير قانونية وبعد الوفاة إعادة فارغ ‏) تنطبق الحماية إذا لم تنته فترة حقوق الطبع والنشر لفترة حياة المؤلف (منتج العمل أو شيء منه) + 50 عاماً (أو فترة حياة المؤلف + 54 عامًا) بحلول 1 يناير 1993. | 50 عاماً من تاريخ النشر (البث الإذاعي والتلفزيوني) 50 عاماً من تاريخ الإنشاء إذا كان العمل منشوراً، أو 50 عاماً من تاريخ النشر (التسجيلات الصوتية) 70 عاماً من تاريخ النشر (الأعمال مجهولة المصدر) 70 عاماً من تاريخ النشر إذا نشر العمل خلال 70 عامًا من الوفاة (النشر بعد الوفاة) 70 عاماً من تاريخ النشر إذا نشر العمل قبل 3 أغسطس 1993 بواسطة شركة (الأعمال السينمائية والتلفزيونية والإذاعية والدوريات المطبوعة والمصنفات). ينطبق مصطلح الحماية على "العمل بأكمله" فقط، أي أن المؤلفين الأفراد لكل جزء قابل للحماية من العمل بأكمله يحتفظون بحقوق الطبع والنشر الخاصة بهم جميع الأعمال التي نشرت قبل الثورة البلشفية (7 نوفمبر 1917) يُعتقد أنها غير محمية بحقوق الطبع والنشر. |                                                                 |
| رواندا                                                           | اتفاقية برن | |                                                                 |
| سانت هيلينا                                                      | فترة حياة المؤلف (منتج أو منشيء العمل) + 50 عاماً | |                                                                 |
| سانت كيتس ونيفيس                                                 | فترة حياة المؤلف (منتج أو منشيء العمل) + 50 عاماً | |                                                                 |
| سانت لوسيا                                                       | فترة حياة المؤلف (منتج أو منشيء العمل) + 50 عاماً | |                                                                 |
| سانت فينسنت والغرينادين                                          | فترة حياة المؤلف (منتج أو منشئ العمل) + 75 عاماً (الأعمال الأدبية، الأعمال الدرامية، أو الموسيقية أو الأعمال الفنية) | 75 عاماً من تاريخ النشر أو إذا كان العمل منشوراً 50 عاماً من تاريخ الإنشاء (التسجيلات الصوتية أو الأفلام):s. 9(1) 50 عاماً من تاريخ الإنشاء (الأعمال المنتجة بواسطة الكمبيوتر):s. 8(4) 50 عاماً من تاريخ الإنشاء (البث الإذاعي); بعد مرور 50 عامًا على إدراج البرنامج في خدمة برامج الكابل:s. 10(1) | نعم:ss. 8–10                                                    |
| ساموا                                                            | فترة حياة المؤلف (منتج أو منشئ العمل) + 75 عاماً | |                                                                 |
| سان مارينو                                                       | فترة حياة المؤلف (منتج أو منشيء العمل) + 50 عاماً | |                                                                 |
| ساو تومي وبرينسيب                                                | فترة حياة المؤلف (منتج أو منشيء العمل) + 50 عاماً | |                                                                 |
| السعودية                                                         | فترة حياة المؤلف (منتج أو منشيء العمل) + 50 عاماً | مدة حماية حقوق المؤلف بالنسبة للمصنف هي مدة حياته وخمسين سنة بعد وفاته. |                                                                 |
| السنغال                                                          | فترة حياة المؤلف (منتج أو منشيء العمل) + 50 عاماً | |                                                                 |
| صربيا                                                            | فترة حياة المؤلف (منتج أو منشيء العمل) + 50 عاماً | |                                                                 |
| سيشل                                                             | فترة حياة المؤلف (منتج أو منشيء العمل) + 50 عاماً | 50 عاماً من تاريخ النشر (الأعمال السمعية والبصرية):s. 9(1)(ii)، (v) 25 عاماً من تاريخ الإنشاء (الفنون التطبيقية):s. 9(1)(iv) | نعم:s. 9(1)                                                     |
| سيراليون                                                         | فترة حياة المؤلف (منتج أو منشيء العمل) + 50 عاماً:s. 21 | 50 عاماً من تاريخ النشر (الصور الفوتوغرافية، الأفلام، أو البث):s. 25 50 عاماً من تاريخ الإنشاء (التسجيلات الصوتية):s. 23 |                                                                 |
| سنغافورة                                                         | فترة حياة المؤلف (منتج أو منشيء العمل) + 50 عاماً (باستثناء الأعمال التي نشرت بعد الوفاة):s. 28(2) | 70 عاماً من تاريخ النشر (أعمال نشرت بعد الوفاة، الصور الفوتوغرافية):s. 28(3)، (6) 70 عاماً من تاريخ النشر (التسجيلات الصوتيةs and الأفلام السينمائية):s. 92، 93 بعد 50 عامًا من الإنتاج (البث التلفزيوني، البث الصوتي، برامج الكابل):s. 94، 95 25 عاماً من تاريخ النشر (الطبعات المنشورة من العمل):s. 96 | نعم:ss. 28، 92–96                                               |
| سينت مارتن                                                       | فترة حياة المؤلف (منتج أو منشيء العمل) + 50 عاماً | |                                                                 |
| سلوفاكيا                                                         | فترة حياة المؤلف (منتج أو منشيء العمل) + 50 عاماً | |                                                                 |
| سلوفينيا                                                         | فترة حياة المؤلف (منتج أو منشيء العمل) + 50 عاماً | |                                                                 |
| جزر سليمان                                                       | فترة حياة المؤلف (منتج أو منشيء العمل) + 50 عاماً | |                                                                 |
| الصومال                                                          | غير واضح تمامًا. راجع المناقشة في Commons. | |                                                                 |
| جنوب إفريقيا                                                     | فترة حياة المؤلف (منتج أو منشيء العمل) + 50 عاماً (الأعمال الأدبية أو الموسيقية أو الأعمال الفنية، بخلاف الصور الفوتوغرافية):s. 3(2)(a) | 50 عاماً من تاريخ النشر أو إذا كان العمل منشوراً 50 عاماً من تاريخ الإنشاء (الأفلام السينمائية، الصور الفوتوغرافية، برامج الكمبيوتر):s. 3(2)(b) 50 عاماً من تاريخ النشر (التسجيلات الصوتية؛ البث؛ الإشارات الحاملة للبرامج؛ والإصدارات المنشورة):s. 3(2)(c) | نعم:s. 3                                                        |
| إسبانيا                                                          | فترة حياة المؤلف (منتج أو منشيء العمل) + 50 عاماً (للمؤلفين الذين توفوا في 7 ديسمبر 1987 أو بعده) فترة حياة المؤلف (منتج أو منشيء العمل)+ 80 عامًا (للمؤلفين الذين توفوا قبل 7 ديسمبر 1987) | | نعم :المادة 30                                                  |
| سريلانكا                                                         | فترة حياة المؤلف (منتج أو منشيء العمل) + 50 عاماً | 70 عاماً من تاريخ النشر أو إذا لم ينشر بعد مرور 50 عامًا على الانتهاء (العمل السمعي البصري) 25 عاماً من تاريخ النشر (الفنون التطبيقية) | نعم                                                             |
| السودان                                                          | فترة حياة المؤلف (منتج أو منشيء العمل) + 50 عاماً:s. 13(2) | 25 عاماً من تاريخ النشر (الصور الفوتوغرافية والأفلام السينمائية وغيرها من الأعمال السمعية والبصرية؛ الأعمال المنشورة تحت اسم مستعار غير معروف أو بشكل مجهول):s. 13(3)(a)، (c) |                                                                 |
| سورينام                                                          | فترة حياة المؤلف (منتج أو منشيء العمل) + 50 عاماً | 50 عاماً من تاريخ النشر (الأعمال مجهولة المصدر أو الأعمال المنشورة باسم مستعار) (المادة 39) | نعم                                                             |
| السويد                                                           | فترة حياة المؤلف (منتج أو منشيء العمل) + 50 عاماً | | نعم                                                             |
| سويسرا                                                           | فترة حياة المؤلف (منتج أو منشيء العمل) + 50 عاماً، يسري مفعوله اعتباراً من 1 يوليو 1993 دون أثر رجعي، ولكن الفترة تكون فترة حياة المؤلف (منتج أو منشيء العمل) + 50 عاماً لبرامج الكمبيوتر [فترة حياة المؤلف (منتج أو منشيء العمل) + 50 عاماً (قبل تغيير القانون في 1 يوليو 1993، ينطبق على الوفيات بعد 1942)] | 50 عاماً بعد الأداء (حقوق المؤدين):المادة 39 | نعم:المادة 32                                                   |
| سوريا                                                            | فترة حياة المؤلف (منتج أو منشيء العمل) + 50 عاماً:المادة 22 | 10 أعوام من تاريخ الإنتاج (التصوير الفوتوغرافي أو الفنون الجميلة أو الفنون البلاستيكية):المادة 25 |                                                                 |
| تايوان                                                           | فترة حياة المؤلف (منتج أو منشيء العمل) + 50 عاماً (باستثناء الأعمال التي نُشرت لأول مرة بعد وفاة المؤلف بعد مرور 40 إلى 50 عامًا على الوفاة):المادة 30 | 50 عاماً من تاريخ النشر (الأعمال مجهولة المصدر أو الأعمال المنشورة باسم مستعار):المادة 32 50 عاماً من تاريخ النشر؛ 50 عاماً من تاريخ الإنشاء إذا لم ينشر (الأعمال المؤسسية؛ الأعمال الفوتوغرافية، والأعمال السمعية والبصرية، والتسجيلات الصوتية، والعروض)):المواد 33، 34 10 عاماً من تاريخ النشر (الأعمال التي نُشرت بعد وفاة المؤلف لأول مرة بعد مرور 40 إلى 50 عامًا على الوفاة):المادة 30 | نعم:المادة 35                                                   |
| طاجيكستان                                                        | اتفاقية برن | |                                                                 |
| تنزانيا                                                          | فترة حياة المؤلف (منتج أو منشيء العمل) + 50 عاماً | |                                                                 |
| تايلاند                                                          | فترة حياة المؤلف (منتج أو منشيء العمل) + 50 عاماً | 50 عاماً من تاريخ النشر أو 50 عامًا من تاريخ الإنشاء إذا لم ينشر العمل خلال 50 عامًا من تاريخ الإنشاء |                                                                 |
| تيمور الشرقية                                                    | فترة حياة المؤلف (منتج أو منشيء العمل) + 50 عاماً | |                                                                 |
| توغو                                                             | فترة حياة المؤلف (منتج أو منشيء العمل) + 50 عاماً | |                                                                 |
| تونغا                                                            | فترة حياة المؤلف (منتج أو منشيء العمل) + 50 عاماً | |                                                                 |
| ترينيداد وتوباغو                                                 | فترة حياة المؤلف (منتج أو منشيء العمل) + 50 عاماً | |                                                                 |
| تونس                                                             | فترة حياة المؤلف (منتج أو منشيء العمل) + 50 عاماً | - حقوق المؤلفين: - الحقوق الاقتصادية: حق النسخ؛ حق التعديل والترجمة؛ حق الأداء العلني؛ حق البث؛ حق النقل إلى الجمهور عبر الكابل أو الأقمار الصناعية أو أي وسيلة أخرى؛ حق نقل العمل الإذاعي في مكان عام. - الحقوق المعنوية: الحق في المطالبة بالتأليف؛ الحق في الاعتراض على التعديل؛ الحق في الإفصاح؛ الحق في الانسحاب. - حقوق الفنانين: لا يتضمن القانون أي أحكام بشأن الفنانين. - حقوق هيئات البثّ: لا يتضمن القانون أي أحكام تتعلق بهيئات البث. |                                                                 |
| تركيا قانون حقوق النشر في تركيا                                  | فترة حياة المؤلف (منتج أو منشيء العمل) + 50 عاماً | 70 عاماً من تاريخ النشر لأعمال المأجورة لحساب الغير |                                                                 |
| تركمانستان                                                       | فترة حياة المؤلف (منتج أو منشيء العمل) + 50 عاماً | |                                                                 |
| توفالو                                                           | فترة حياة المؤلف (منتج أو منشيء العمل) + 50 عاماً | |                                                                 |
| أوغندا                                                           | فترة حياة المؤلف (منتج أو منشيء العمل) + 50 عاماً | 50 عاماً من تاريخ النشر (الأعمال المؤسسية، والأعمال مجهولة المصدر، وبرامج الكمبيوتر) |                                                                 |
| أوكرانيا                                                         | فترة حياة المؤلف (منتج أو منشيء العمل) + 50 عاماً [فترة حياة المؤلف (منتج أو منشيء العمل) + 50 عاماً (1994–2001)] | 70 عاماً من تاريخ النشر (الأعمال مجهولة المصدر أو الأعمال المنشورة باسم مستعار) 70 عاماً من تاريخ النشر (نُشرت خلال 30 عامًا من وفاة المؤلفين) | نعم                                                             |
| الإمارات العربية المتحدة                                         | فترة حياة المؤلف (منتج أو منشيء العمل) + 50 عاماً | |                                                                 |
| المملكة المتحدة - قانون حقوق النشر في المملكة المتحدة            | فترة حياة المؤلف (منتج أو منشيء العمل) + 50 عاماً في حال وجود عدّة مؤلفين، عمر آخر مؤلف على قيد الحياة + 70 عامًا:s. 12 للأفلام، فترة حياة المؤلف (منتج أو منشيء العمل) + 50 عاماً من وفاة آخر من يُتوفى: المخرج الرئيسي، أو مؤلف السيناريو، أو مؤلف الحوار، أو مؤلف الموسيقى التي أنشئت خصيصًا واستخدمت في الفيلم.:s. 13B | 70 عاماً إذا كان المؤلف غير معروف 70 عاماً بعد الإصدار؛ إذا لم يصدر، 70 عاماً بعد الإنتاج (التسجيلات الصوتية). لا تغطي التسجيلات التي دخلت النطاق العام قبل 1 يناير 2013 بأثر رجعي. 50 عامًا من نهاية السنة التقويمية التي جرى فيها البث لأول مرة (البث):s. 14 | نعم:s. 12، 13                                                   |
| الولايات المتحدة - قانون حقوق التأليف والنشر في الولايات المتحدة | فترة حياة المؤلف (منتج أو منشيء العمل) + 50 عاماً (الأعمال المنشورة منذ 1978 أو الأعمال غير المنشورة) | 95 عاماً من تاريخ النشر أو 120 عامًا من تاريخ الإنشاء، أيهما أقصر (الأعمال مجهولة المصدر، أو الأعمال المنشورة باسم مستعار، أو الأعمال المصنوعة مقابل أجر، والتي نُشرت منذ عام 1978)) 95 عاماً من تاريخ النشر للأعمال المنشورة خلال 1964–1977; 28 (إذا لم تُجدّد حقوق الطبع والنشر) أو 95 عاماً من تاريخ النشر للأعمال المنشورة 1930–1963 (حقوق النشر قبل 1930 انتهت صلاحيتها، باستثناء حقوق الطبع والنشر على التسجيلات الصوتية المسجلة قبل 15 فبراير 1972، والتي تغطيها قوانين الولاية فقط.) | نعم                                                             |
| الاتفاقية العالمية لحقوق النشر                                   | فترة حياة المؤلف (منتج أو منشيء العمل) + 25 عاماً (الأعمال العامة) | 25 عاماً من تاريخ النشر (أعمال محددة لا تعتمد على وفاة المؤلفين) 10 أعوام (الأعمال الفوتوغرافية أو الأعمال الفنية التطبيقية) |                                                                 |
| الأوروغواي                                                       | فترة حياة المؤلف (منتج أو منشيء العمل) + 50 عاماً | 70 عاماً بعد أن أصبح العمل متاحاً (الأعمال مجهولة المصدر أو المنشورة باسم مستعار) 70 عاماً من تاريخ النشر (الأعمال الجماعية) | نعم                                                             |
| أوزبكستان                                                        | فترة حياة المؤلف (منتج أو منشيء العمل) + 50 عاماً | |                                                                 |
| فانواتو                                                          | فترة حياة المؤلف (منتج أو منشيء العمل) + 50 عاماً | 25 عاماً بعد إنجاز العمل (أعمال الفنون التطبيقية) 50 عامًا بعد آخر تاريخ من: تاريخ إنجاز العمل، أو تاريخ إتاحة العمل للجمهور، أو تاريخ النشر الأول (الأعمال المنشورة بشكل مجهول أو تحت اسم مستعار، والأعمال الجماعية والأعمال السمعية والبصرية) 50 عاماً بعد وفاة آخر مؤلف (أعمال التأليف المشترك) | نعم                                                             |
| الفاتيكان                                                        | فترة حياة المؤلف (منتج أو منشيء العمل) + 50 عاماً | |                                                                 |
| فنزويلا                                                          | الحياة + 60 عاماً:المادة 25 | 60 عاماً من تاريخ النشر; 60 عاماً من تاريخ الإنشاء إذا لم ينشر العمل (عمل سمعي بصري أو عمل إذاعي أو برنامج كمبيوتر)):المادة 37 60 عاماً من تاريخ النشر (الأعمال مجهولة المصدر أو الأعمال المنشورة باسم مستعار):المادة 27 | نعم:المواد 25–27                                                |
| فيتنام                                                           | اتفاقية برن | |                                                                 |
| اليمن                                                            | الحياة + 30 عاماً | 10 سنوات من تاريخ الإصدار اعتبارًا من الأول من يناير من سنة إصدار الصور الفوتوغرافية؛ 25 عامًا من تاريخ الإنتاج اعتبارًا من الأول من يناير من سنة إنتاج الفيلم السينمائي أو التلفزيوني. بعد انتهاء حقوق الطبع والنشر، "يجوز" الإعلان عن ملكية العمل للدولة (التأكيد مضاف). |                                                                 |
| زامبيا                                                           | فترة حياة المؤلف (منتج أو منشيء العمل) + 50 عاماً | |                                                                 |
| زيمبابوي                                                         | فترة حياة المؤلف (منتج أو منشيء العمل) + 50 عاماً:s. 5(3)، 6(3)(a) | 50 عاماً من تاريخ النشر (الصور الفوتوغرافية):s. 6(3)(b) 50 عاماً من تاريخ الإنشاء (التسجيلات الصوتية):s. 16(2) 50 عاماً من تاريخ النشر (الأفلام السينمائية والبرامج الإذاعية):s. 17(2)، s. 18(2) | نعم:s. 6، 16–18                                                 |

## وصلات خارجية
- ملخص لشروط حقوق النشر في مختلف البلدان، مع روابط لملخصات أو نسخ من القوانين الوطنية
- مجموعة اليونسكو لقوانين حقوق التأليف والنشر الوطنية مع روابط للوثائق الرسمية لمعظم البلدان المدرجة (تم أرشفتها في 16 يونيو 2004))
- مدة حقوق الطبع والنشر في مختلف البلدان (مؤرشف بتاريخ 4 فبراير 2014)

1. 1 2  Terms of protection were taken from a variety of source، including المنظمة العالمية للملكية الفكرية، ويونسكو وجامعة بنسلفانيا (انظر الوصلات الخارجية). عندما لا تتوفر معلومات أكثر تحديدًا عن بلد ما، يمكن الحصول على مؤشر لمدة حقوق الطبع والنشر الدنيا المحتملة من حالتها كـ:
  - دولة موقعة على اتفاقية برن لحماية المصنفات الأدبية والفنية ("برن"); الحد الأدنى لفترة حياة المؤلف (منتج أو منشيء العمل) + 50 عامًا، باستثناء الصور الفوتوغرافية.
  - عضو في ("اتفاقية حول الجوانب التجارية لحقوق الملكية الفكرية"); الحد الأدنى لفترة حياة المؤلف (منتج أو منشيء العمل) + 50 عاماً.
  - دولة مرشحة لعضوية الاتحاد الأوروبي ("EU")؛ يجب أن تكون المدة مدى الحياة + 70 عامًا قبل الانضمام.
2. ↑  الأعمال السمعية والبصرية محمية بحقوق الطبع والنشر في أندورا لنفس المدّة، محسوبًا من آخر الأشخاص الباقين على قيد الحياة من: المخرج الرئيسي، مؤلف السيناريو، مؤلف الحوار وملحن الموسيقى التي أُنتجت خصيصًا للأعمال السمعية والبصرية.
3. ↑  العمل السينمائي محمي بحقوق الطبع والنشر في النمسا لنفس المدة، وهي محسوبة من تاريخ وفاة آخر شخص بقي على قيد الحياة من بين ما يلي: المخرج الرئيسي للفيلم ومؤلفي السيناريو والحوار والعمل الموسيقي المنتَج خصيصًا للعمل السينمائي.
4. ↑  ومن أمثلة على الأعمال المحمية الأدب والموسيقى والمسرح والأفلام والفنون البصرية – بما في ذلك التصوير الفوتوغرافي والعمارة والفنون الزخرفية وبرامج الكمبيوتر. إن التعبير عن العمل هو المشمول بالحماية، أي تصميمه أو عرضه الفريد. يسري حق المؤلف منذ لحظة إنشاء العمل. لا تعتمد الحماية على أي نوع من التسجيل.[63]
5. ↑  الأعمال السمعية والبصرية محمية في فرنسا لنفس المدة، محسوبة من تاريخ وفاة آخر شخص من بين: مؤلف السيناريو، مؤلف الحوار، مؤلف المقطوعة الموسيقية، مع أو بدون كلمات، المقطوعات الموسيقية المؤلفة خصيصًا للعمل، أو المخرج الرئيسي.
6. ↑  الأعمال السمعية والبصرية محمية بحقوق الطبع والنشر في اليونان لنفس المدة، ويتم حسابها من تاريخ وفاة آخر الأشخاص من الأشخاص التاليين: المخرج الرئيسي، ومؤلف السيناريو، ومؤلف الحوار، وملحن الموسيقى التي أنتجت خصيصًا للاستخدام في العمل
7. 1 2  The مناطق جمهورية الصين الشعبية الإدارية الخاصة في هونغ كونغ وماكاو لديها وضعها الخاص، المتميز عن وضع بقية الصين، بموجب قانون حقوق النشر والتجارة الدولي.
8. ↑  تحتسب من تاريخ وفاة آخر الأشخاص التاليين الذين لديهم هوية معروفة: (أ) المخرج الرئيسي؛ (ب) مؤلف السيناريو؛ (ج) مؤلف الحوار؛ أو (د) مؤلف الموسيقى المنتَجة خصيصاً للفيلم واستخدمت فيه.
9. ↑  الأعمال الأدبية، الأعمال الدرامية، الأعمال الموسيقية والفنية غير الفوتوغرافية.
10. ↑  دخل القانون حيز التنفيذ في 16 يناير 2012.[123][124]
11. 1 2  Unauthorized sale أو commercial use of sound & audio-visual recordings is prohibited (Unauthorized Copies of Recorded Materials Act، 1991).
12. ↑  Montenegro is assumed to have succeeded to the copyright obligations of صربيا والجبل الأسود. See Serbia also.
13. ↑  تعتبر صربيا دولة خليفة لصربيا والجبل الأسود، والتي كانت في حد ذاتها دولة خلفًا ليوغوسلافيا لمعاهدة حقوق الطبع والنشر الدولية، ولا سيما معاهدة برن، اعتبارًا من 17 يونيو 1930